# Boxa als Jocs Olímpics d'estiu de 1908 - pes gall
El pes gall va ser una de les cinc proves de boxa que es disputaren als Jocs Olímpics de Londres de 1908. Com en les altres proves de boxa estava reservada a homes. Totes les proves de boxa es van disputar el 27 d'octubre de 1908. El pes gall fou la categoria més lleugera en aquesta edició dels Jocs i sols hi podien participar boxejador que pesessin fins a 52,6 kg. Hi van prendre part 6 atletes de 2 nacions diferents.

## Medallistes
| Or                 | Plata             | Bronze             |
| Henry Thomas (GBR) | John Condon (GBR) | William Webb (GBR) |

## Quadre
|  | Quarts de final     | Quarts de final    |                    |   | Semifinals | Semifinals |  |  | Final | Final |
|  |                     |                    |                    |   |            |            |  |  |       |       |
|  | 27 d'octubre        |                    |                    |   |            |            |  |  |       |       |
|  |                     |                    |                    |   |            |            |  |  |       |       |
|  | John Condon (GBR)   | KO3                |                    |   |            |            |  |  |       |       |
|  | John Condon (GBR)   | KO3                | 27 d'octubre       |   |            |            |  |  |       |       |
|  | Pierre Mazior (FRA) | P                  |                    |   |            |            |  |  |       |       |
|  | Pierre Mazior (FRA) | P                  | John Condon (GBR)  | 2 |            |            |  |  |       |       |
|  |                     |                    | John Condon (GBR)  | 2 |            |            |  |  |       |       |
|  |                     | William Webb (GBR) | 0                  |   |            |            |  |  |       |       |
|  | William Webb (GBR)  | William Webb (GBR) | 0                  | 2 |            |            |  |  |       |       |
|  | William Webb (GBR)  |                    | 27 d'octubre       | 2 |            |            |  |  |       |       |
|  | Henry Perry (GBR)   | 1                  |                    |   |            |            |  |  |       |       |
|  | Henry Perry (GBR)   | 1                  | John Condon (GBR)  | 0 |            |            |  |  |       |       |
|  |                     |                    | John Condon (GBR)  | 0 |            |            |  |  |       |       |
|  |                     | Henry Thomas (GBR) | 2                  |   |            |            |  |  |       |       |
|  | Henry Thomas (GBR)  | Henry Thomas (GBR) | 2                  | 2 |            |            |  |  |       |       |
|  | Henry Thomas (GBR)  |                    |                    | 2 |            |            |  |  |       |       |
|  | Frank McGurk (GBR)  | 0                  |                    |   |            |            |  |  |       |       |
|  | Frank McGurk (GBR)  | 0                  | Henry Thomas (GBR) | - |            |            |  |  |       |       |
|  |                     |                    | Henry Thomas (GBR) | - |            |            |  |  |       |       |
|  |                     | lliura             | -                  |   |            |            |  |  |       |       |
|  | Ningú               | lliura             | -                  | - |            |            |  |  |       |       |
|  | Ningú               |                    |                    | - |            |            |  |  |       |       |
|  | Ningú               | -                  |                    |   |            |            |  |  |       |       |
|  | Ningú               | -                  |                    |   |            |            |  |  |       |       |

G - Guanya / P - Perd / KO - Guanya per Ko / DSQ - Desqualificat

## Competició
Quarts de final
Condon guanyà per KO en el tercer round a l'únic participant no britànic del pes gall. McGurk va iniciar bé el seu combat contra Thomas, però Thomas va acabar més fort. El combat entre Webb i Perry va ser el disputat, amb victòria de Webb per decisió del jutge àrbitre.
Semifinals
Thomas no disputa la semifinal i passa directament a la final. El combat entre Webb i Condon fou molt igualat, amb victòria final de Condon.
Final
Els dos boxejadors van disputar un combat molt físic, en què Thomas va resultar ser el millor.

## Classificació final
| Posició | Nom           | Nació      |
| ------- | ------------- | ---------- |
| 1       | Henry Thomas  | Regne Unit |
| 2       | John Condon   | Regne Unit |
| 3       | William Webb  | Regne Unit |
| 4       | Pierre Mazior | França     |
| 4       | Frank McGurk  | Regne Unit |
| 4       | Henry Perry   | Regne Unit |